# Tomáš Vilímek (atlet)
Tomáš Vilímek (* 10. března 1998, Třebíč) je český atlet – koulař.

## Biografie
Tomáš Vilímek se narodil v roce 1998 v Třebíči, v mládí hrával basketbal a volejbal, věnoval se také parkurovému ježdění, ale po nástupu do atletické třídy základní školy se začal věnovat atletice. V roce 2020 na počátku sezóny vedl republikové tabulky ve vrhu koulí. V roce 2020 uvedl, že by rád z třebíčského klubu TJ Spartak přešel do pražského klubu, v témže roce na mistrovství republiky v atletice v Plzni získal druhé místo ve vrhu koulí. V prosinci roku 2020 však bylo vydáno prohlášení, že Vilímek byl zpětně z mistrovství diskvalifikován a musí stříbrnou medaili vrátit, neboť při dopingové zkoušce mu bylo prokázáno užití zakázané látky. Zároveň mu byl uložen čtyřletý trest zákazu činnosti, který by měl skončit v srpnu roku 2024. Jeho trenér Jiří Kliner prohlásil, že ho Vilímek zklamal a jako trenér ho opouští, prohlásil také, že jeho zlepšení přičítal změně vrhačského stylu.
V roce 2024 oznámil návrat ke kariéře po 4 letech.

## Osobní rekordy
- vrh koulí 7,26 kg – 17,98 m, České Budějovice, 4. července 2020
- hod diskem 2 kg – 45,05 m, Nové Město nad Metují, 20. července, 2019
- hod kladivem 7,26 kg – 36,98 m, Domažlice, 18. července 2020
- vrhačský trojboj – 2115 bodů, Třebíč, 21. května 2020